# Soyomya
Soyomya is een geslacht van tweekleppigen uit de  familie van de Cuspidariidae.

## Soorten
- Soyomya clathrata Poutiers & Bernard, 1995
- Soyomya kurohijii (Okutani, 1972)